# Arhip Floca
Arhip Floca (n. 6 martie 1910, satul Răhău, județul Alba – d. 2 februarie 1987, București) a fost un general român, care a îndeplinit funcția de adjunct al ministrului apărării naționale (1957-1966). Arhip Floca a fost deputat în Marea Adunare Națională în sesiunea 1952 -1957 ales în București, la circumscripția electorală 13 Septembrie.

## Biografie
Arhip Floca s-a născut la data de 6 martie 1910, în satul Răhău (județul Alba). A urmat cursurile de la  Școala de Ofițeri de Infanterie (1929-1931) și de la Școala Specială de Infanterie (1933-1934).
După absolvirea Școlii de ofițeri, a fost înaintat la gradul de sublocotenent (1931) și numit comandant de pluton în Regimentul 91 infanterie (1931-1932, 1934-1939) și la Centrul 6 Instrucție Jandarmi (noiembrie 1932 - octombrie 1933). În aprilie 1936 a primit gradul de locotenent. Îndeplinește apoi funcțiile de ofițer cu aprovizionarea (aprilie 1939 - 1940) și șef al Biroului instrucție și operații al Regimentului 91 Infanterie (iunie 1940 - noiembrie 1942). A fost avansat căpitan în iunie 1940.
În noiembrie 1942, căpitanul Arhip Floca este luat ca prizonier de război în URSS. În prizonierat, a absolvit Școala antifascistă din U.R.S.S. (iunie - octombrie 1943), apoi din noiembrie 1943 face parte din Regimentul 2 Infanterie voluntari Tudor Vladimirescu, format din prizonieri de război români, care au ales să treacă de partea inamicului (crimă de înaltă tradare pe timp de război), încălcându-și astfel jurământul de credință față de țară și Rege. Îndeplinește funcțiile de șef de stat major (noiembrie 1943 - septembrie 1944) și comandant al Regimentului 2 Infanterie voluntari (septembrie 1944 - iulie 1947). Ca urmare a trecerii sale de partea sovieticilor, beneficiază de o avansare rapidă în grad: maior (februarie 1944), locotenent colonel (februarie 1945) și colonel (octombrie 1946). Arhip Floca a fost membru în Frontul Democrat Popular, format de Gheorghe Gheorghiu - Dej la data de 18 iulie 1952.
Este numit pe urmă ca șef de stat major (iulie 1947 - februarie 1948) și comandant al Diviziei 1 Infanterie voluntari "Tudor Vladimirescu" (februarie - iunie 1948). Ca urmare a absolvirii unui curs de pregătire diplomatică (iunie - septembrie 1948), colonelul Floca este trimis ca atașat militar în U.R.S.S. (octombrie 1948 - mai 1949). Revenit în România, este numit șef de stat major al Spatelui Armatei (mai 1949 - decembrie 1950) și urmează studii la Școala serală de partid (1949-1951), după care este înaintat la gradul de general maior (august 1950).
Generalul Floca devine prim-locțiitor al șefului M.St.M. și șef al Direcției Operații (decembrie 1950 - septembrie 1952), prim-locțiitor al șefului M.St.M. pentru probleme generale (septembrie 1952 - octombrie 1955), urmând în paralel Academia Militară Superioară în U.R.S.S. (1953-1955). Este numit apoi comandant al Regiuni a 3-a Militare (octombrie 1955 - octombrie 1957), fiind înaintat la gradul de general locotenent (noiembrie 1955).
Îndeplinește funcția de adjunct al ministrului apărării naționale și șef al Direcției Pregătire de Luptă (octombrie 1957 - februarie 1966) și vicepreședinte al Comisiei Superioare de Regulamente a M.Ap.N. (februarie 1966 - iunie 1968). Înaintat între timp la gradul de general colonel (august 1959), la vârsta de numai 49 ani, este trecut în rezervă cu acest grad în iunie 1968. A  fost trecut în rezervă pentru că era agent GRU. El a dat planurile de dislocare a armatei a-2-a din Moldova pentru invadarea României de către țările Tratatului de la Varșovia, invazie care nu a mai avut loc.
Generalul Arhip Floca a încetat din viață la data de 2 februarie 1987, în municipiul București.

## Distincții
- Medalia „A cincea aniversare a Republicii Populare Române” (24 decembrie 1952) „pentru lupta și munca duse în vederea făuririi, consolidării și prosperării Republicii Populare Române”[3]
- Ordinul „23 August” clasa a III-a (12 august 1959) „pentru contribuția activă la întărirea regimului democrat-popular”[4]
- Ordinul „23 August” clasa a II-a (10 august 1964) „pentru merite deosebite în opera de construire a socialismului, cu prilejul celei de a XX-a aniversări a eliberării patriei”[5]